# Дан, Джош
Джошуа Уильям Дан (англ. Joshua William Dun, род. 18 июня 1988) — американский музыкант, барабанщик группы Twenty One Pilots.

## Биография

### Ранняя жизнь
Дан родился 18 июня 1988 года в Колумбусе, США, у него есть две сестры, Эбигейл и Эшли, и брат Джордан. По его словам, ему не особо разрешали слушать музыку, однако иногда он тайком ходил в музыкальный магазин, где слушал советы самого татуированного парня. В этом же магазине он осваивал первые барабаны. Позже он проработал в этом магазине 3 года. Интересно то, что сначала Джош научился играть на трубе и только потом уже на барабанах.

### Карьера

#### House of Heroes
Дан пришёл в House of Heroes в марте 2010 года, после того, как барабанщик группы, Колин Ригсби, взял творческий перерыв, чтобы провести больше времени с семьёй. Его порекомендовал сам Ригсби.
Дан участвовал в туре House of Heroes до октября, когда Ригсби вернулся в коллектив.

#### Twenty One Pilots
В 2010 году, Дан пришёл на выступление Twenty One Pilots после прослушивания демо-CD группы. Он был восхищён выступлением. Джош встретил фронтмена группы, Тайлера Джозефа, после выступления, и через несколько дней они стали проводить время вместе.
Позже, в 2011 году, Ник Томас и Крис Салих покинули группу из-за нагруженных графиков, а Дан покинул работу в Guitar Center, чтобы выступить на одном концерте с Джозефом. Они сыграли лишь одну песню, когда полиция отменила шоу. 6 мая Джош Дан официально стал барабанщиком группы Twenty One Pilots. Дуэт выпустил второй студийный альбом, Regional at Best, 8 июля 2011 года, и подписали контракт с лейблом Fueled by Ramen в апреле 2012 года.
Третий альбом Twenty One Pilots, Vessel, был выпущен 8 января 2013 года. Четвёртый альбом, Blurryface, был выпущен 19 мая 2015 года. Пятый альбом Trench был выпущен 5 октября 2018 года. Шестой альбом Scaled And Icy был выпущен 21 мая 2021 года. Седьмой альбом Clancy был выпущен 24 мая 2024 года. Восьмой альбом Breach был выпущен 12 сентября 2025 года.